# Wild Young Hearts
Wild Young Hearts (em português:  Jovens corações selvagens) é o segundo álbum de estúdio da banda britânica de indie rock Noisettes, lançada no Reino Unido em 20 de abril de 2009 e nos Estados Unidos em 22 de setembro de 2009. Até o momento, três singles foram lançados do álbum, sendo que dois deles atingiram as vinte mais da parada UK Singles Chart.

## Faixas
Todas as faixas foram escritas pelos três membros da banda (Shingai Shoniwa, Dan Smith e Jamie Morrison).
1. "Sometimes" - 4:06
2. "Don't Upset the Rhythm (Go Baby Go)" - 3:49
3. "Wild Young Hearts" - 2:58
4. "24 Hours" - 3:50
5. "Every Now and Then" - 3:43
6. "Beat of My Heart" - 3:26
7. "Atticus" - 4:18
8. "Never Forget You" - 3:12
9. "So Complicated" - 3:10
10. "Saturday Night" - 3:16
11. "Cheap Kicks" - 4:48

Faixa bônus
- "Ill Will" - 5:28 (bônus do iTunes)

## Singles
O primeiro single do álbum, "Wild Young Hearts", foi lançado em 29 de dezembro de 2008. Seu videoclipe estreou logo em seguida no canal da banda no You Tube. A canção está sendo utilizada atualmente pela Danone num comercial para a televisão britânica. A canção será relançada no final do ano, após o sucesso da banda com os outros dois singles do álbum.
O segundo single, "Don't Upset the Rhythm (Go Baby Go)", foi lançado em 23 de março de 2009 e estava sendo veiculado no comercial de televisão do automóvel Mazda 2 desde janeiro. Dois videoclipes foram produzidos para promover a canção. Graças à popularidade do comercial, a canção estreou na segunda posição na parada oficial britânica, se tornando o single de maior sucesso da banda até agora. Além disso, a canção atingiu a quarta posição na parada europeia e na parada dançante da revista estadunidense Billboard, e a oitava posição na Irlanda. Graças a seu sucesso, a canção é considerada o primeiro single do álbum.
O terceiro single, "Never Forget You", foi lançado em 15 de junho de 2009. Uma semana antes de seu lançamento oficial, a canção se encontrava na posição de número 68 na parada, graças a uma grande quantidade de downloads. Após seu lançamento, ascendeu vinte posições para a quadragésima oitava posição. A canção atingiu seu pico na décima oitava posição, se tornando o segundo single da banda a ficar entre os vinte mais na parada britânica. Na Irlanda, atingiu a vigésima quarta posição.

## Recepção crítica
Wild Young Hearts foi bem recebido pela maioria dos críticos. Heather Phares do All Music Guide, apesar de dizer que se trata de uma obra "mais segura do que deveria ser", considera que as canções "são tão bem feitas que é difícil de reclamar que falta a ousadia do trabalho anterior, especialmente quando a voz de Shingai Shoniwa soa ótima em praticamente qualquer estilo de música".
Caroline Sullivan do Guardian disse que a banda "virou um sofisticado grupo pop cujo ponto focal é a talentosa cantora/baixista Shingai Shoniwa". Ela escolheu "Never Forget You" como a melhor faixa do álbum, que definiu como "o disco perfeito para a primavera". Dan Cairns do The Times, para quem se trata de um "brilhante álbum de pop-soul", disse que "Shingai Shoniwa surge não só como a mais atraente e carismática vocalista feminina da Grã-Bretanha, mas também como a herdeira natural de Eartha Kitt". Já Bernadette McNulty do Daily Telegraph descreveu o álbum como um "som indefinido".

## Recepção comercial
O álbum estreou na sétima posição na parada britânica e já vendeu mais de cem mil cópias, sendo certificado com um disco de ouro pela BPI. Na parada irlandesa, o álbum estreou na trigésima sexta posição. Na parada estadunidense, o álbum estreou na nonagésima oitava posição, tendo vendido, até o momento, cinco mil cópias naquele país.
| Parada (2009)      | Data de lançamento | Maior posição | Certificação (Vendas)                   |
| ------------------ | ------------------ | ------------- | --------------------------------------- |
| Irish Albums Chart | 17 de abril        | 36            |                                         |
| UK Albums Chart    | 20 de abril        | 7             | Disco de ouro (100.000 cópias vendidas) |
| Billboard 200      | 30 de setembro     | 98            | Nenhuma (5.000 cópias vendidas)         |